# 弗里森
弗里森（法語：Friesen，法語發音：[fʁizən] ⓘ）是法国上莱茵省的一个市镇，属于阿尔特基什区。

## 地理
弗里森（47°33'54"N, 7°9'1"E）面积8.42 平方千米，位于法国大東部大區上莱茵省，该省份为法国东部内陆省份，是阿尔萨斯的一部分，今与下莱茵省组成了阿尔萨斯欧洲集体，其北临下莱茵省，西接孚日省，西南接贝尔福地区省，东侧沿莱茵河与德国相望，南与瑞士接壤。
与弗里森接壤的市镇（或旧市镇、城区）包括：因德林根、拉尔吉岑、新勒皮。
弗里森的时区为UTC+01:00、UTC+02:00（夏令时）。

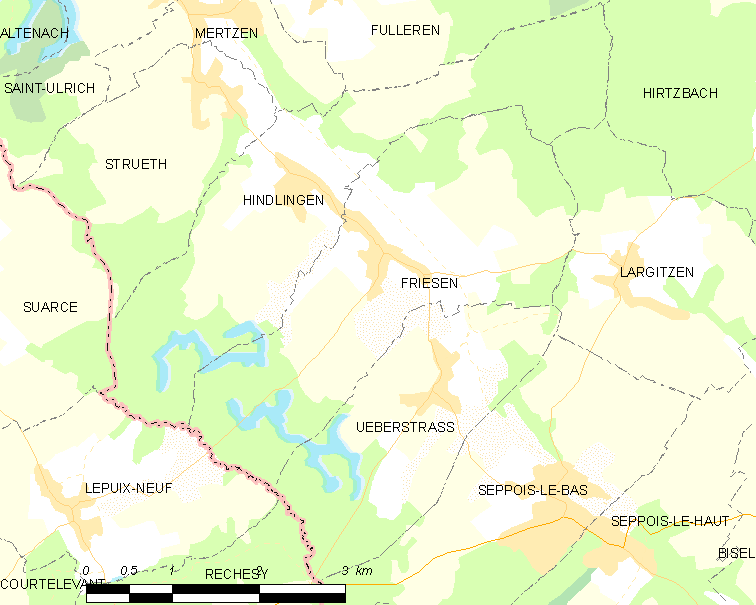
弗里森的OSM定位图

## 行政
弗里森的邮政编码为68580，INSEE市镇编码为68098。

## 政治
弗里森所属的省级选区为马斯沃-尼德布吕克县。

## 人口

1962-2008年间弗里森人口变化图示

弗里森于2022年1月1日时的人口数量为667人。